# Castle Combe
Castle Combe è un paesino e parrocchia civile di 350 abitanti della contea inglese del Wiltshire (Inghilterra sud-occidentale), appartenente al distretto del North Wiltshire.
Nel 1962, la località fu giudicata il più bel paesino dell'Inghilterra.

## Geografia fisica

### Collocazione
Castle Combe si trova a sud-est delle Cotswolds, tra Bristol e Swindon (rispettivamente ad est della prima e ad ovest della seconda) e tra Malmesbury e Bath (rispettivamente a sud-ovest della prima e a nord-est della seconda) ed è situato a circa 10 km a nord-ovest di Chippenham.

## Storia
Combe, in inglese antico, indica una valle sul fianco di una collina; sopra il villaggio si trova il castello, che in origine ospitava un antico forte di collina, e che successivamente venne occupato dai Romani.
La strada tra Bath e Lincoln, la Fosse Way, passava infatti a breve distanza da questa via di comunicazione. 
Il castello, del quale sono stati ritrovati solo pochi resti, venne costruito dai Normanni. Il villaggio ha conosciuto un periodo di grande splendore nel Medioevo, come importante centro industriale per la produzione e distribuzione della lana.
Le case di Castle Combe sono realizzate secondo l'architettura tipica del Cotswolds, con muri di pietra e tetti con lastre ricavate dalla pietra. Alcune abitazioni risalgono a centinaia di anni fa e sono tutte protette come monumenti. Una severa regolamentazione edilizia (che comprende, per esempio, il divieto di utilizzare insegne luminose) ha permesso di preservare intatta l'atmosfera dei vecchi tempi.

## Architettura
Castle Combe si caratterizza per gli antichi edifici in pietra, disposti attorno alla market cross.

### Edifici e luoghi d'interesse
Tra gli edifici di interesse vi è la Chiesa di Sant'Andrea, risalente al XIII-XIV secolo e che conserva uno dei più antichi orologi astronomici ancora funzionanti del Regno Unito (antecedente al 1500), e il castello medievale (situato a nord del villaggio).
Nei dintorni del centro abitato, si trova inoltre un circuito automobilistico, inaugurato nel 1950.

## Attrazioni
- Chiesa di San Andrea: Questa chiesa anglicana risale al XIII secolo. È famosa per ospitare un raro orologio medievale che, anziché indicare l'ora, mostra i cambiamenti stagionali.
- Manor House Hotel: Un elegante hotel di lusso situato in un edificio storico che risale al XIV secolo. Si distingue per i suoi giardini pittoreschi e il ristorante stellato.
- Castle Combe Circuit: Un circuito automobilistico molto popolare per gare e eventi motoristici, che attrae appassionati da tutta l'Inghilterra.

## Galleria d'immagini

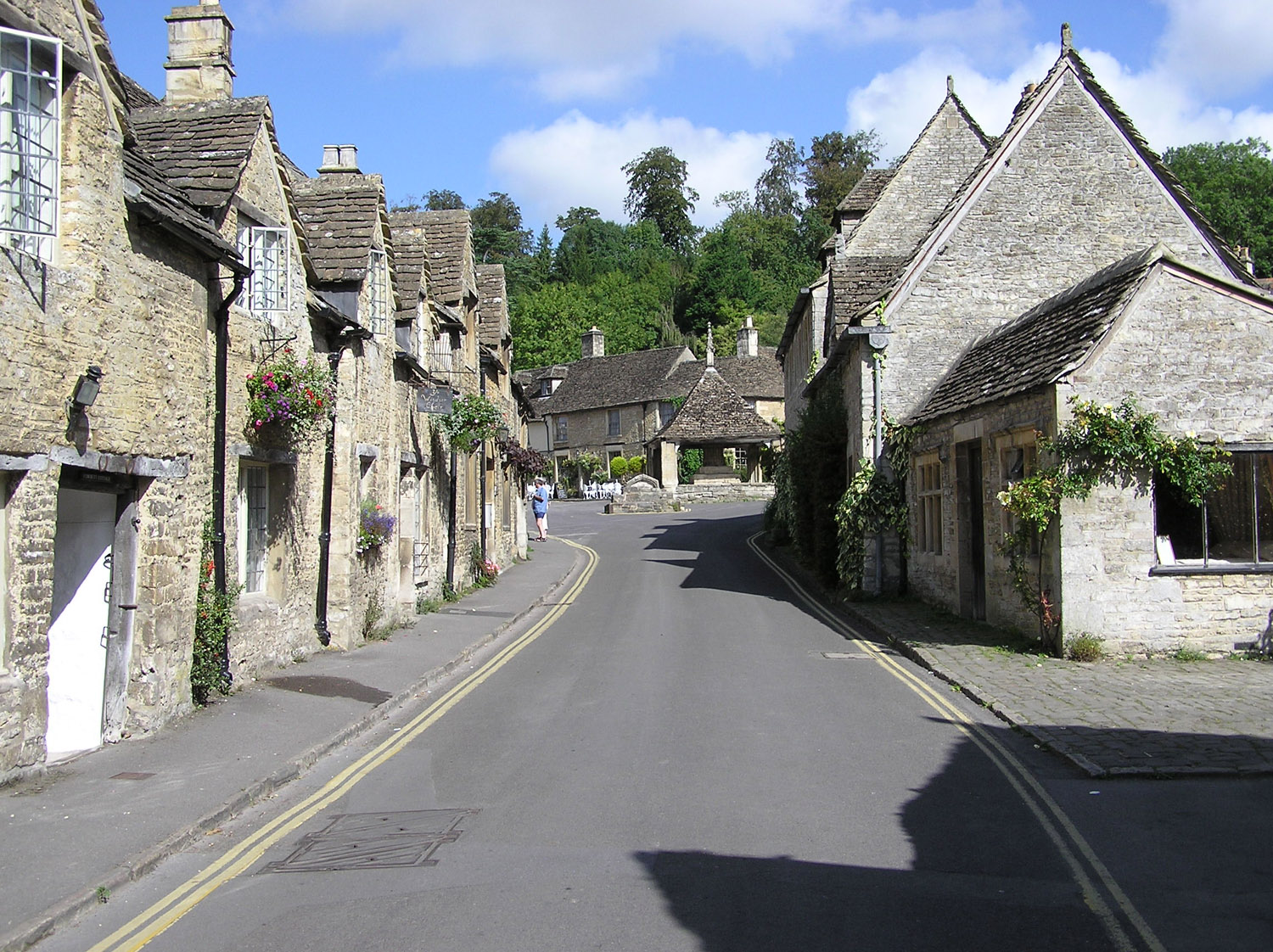
Castle Combe: la via principale con i tipici edifici in pietra
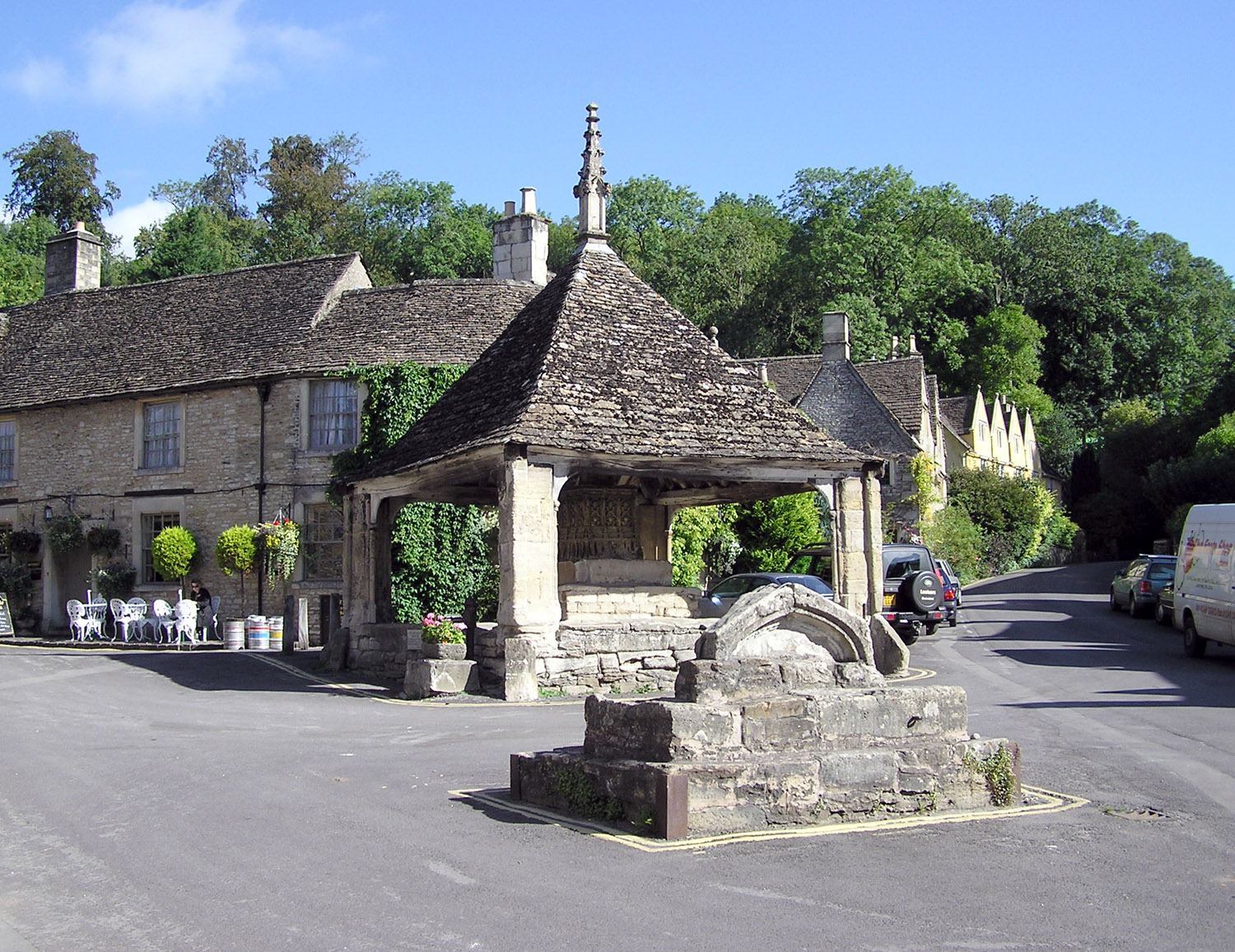
Castle Combe: la croce di mercato
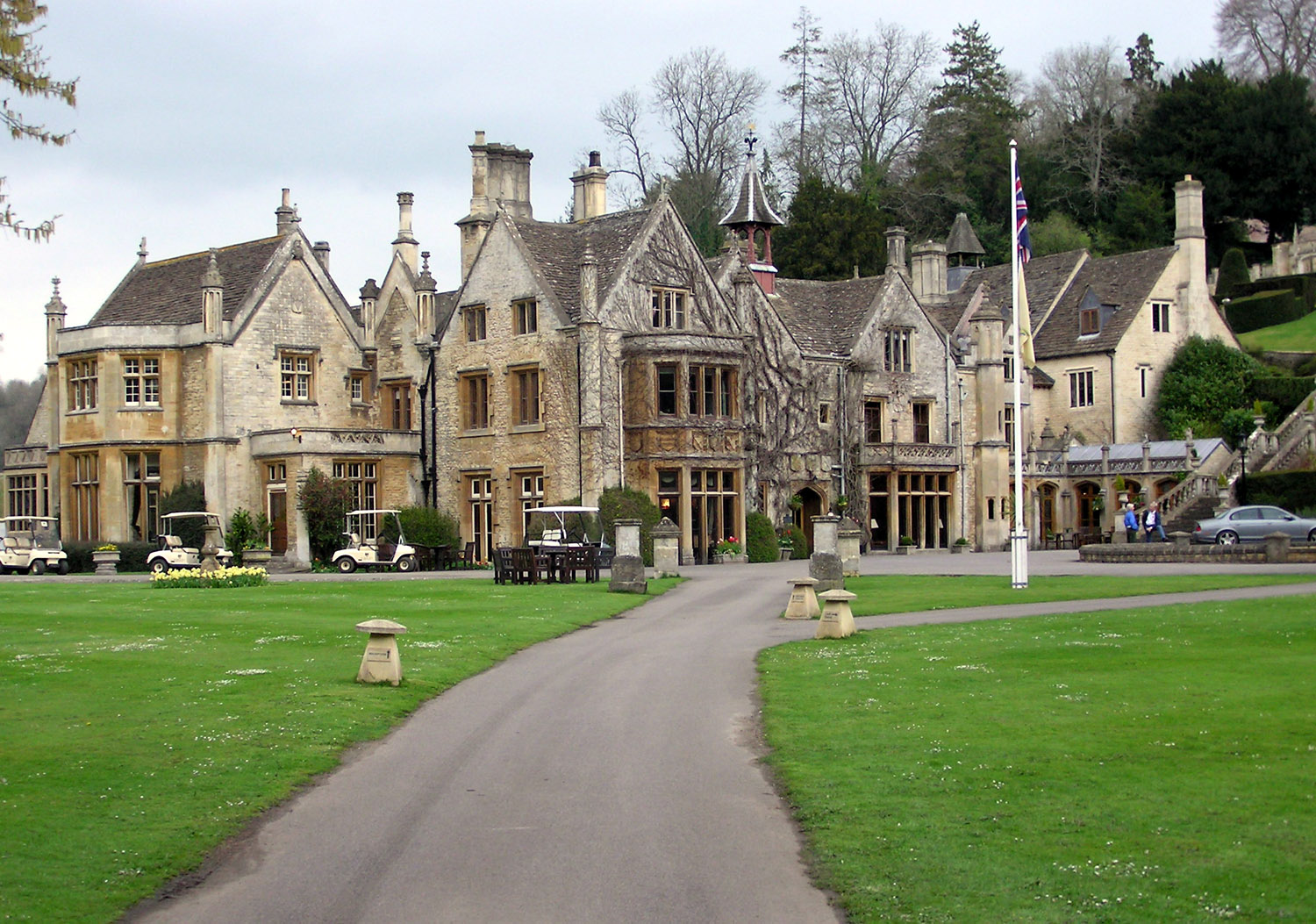
Castle Combe: il Manor House Hotel (XIV secolo)
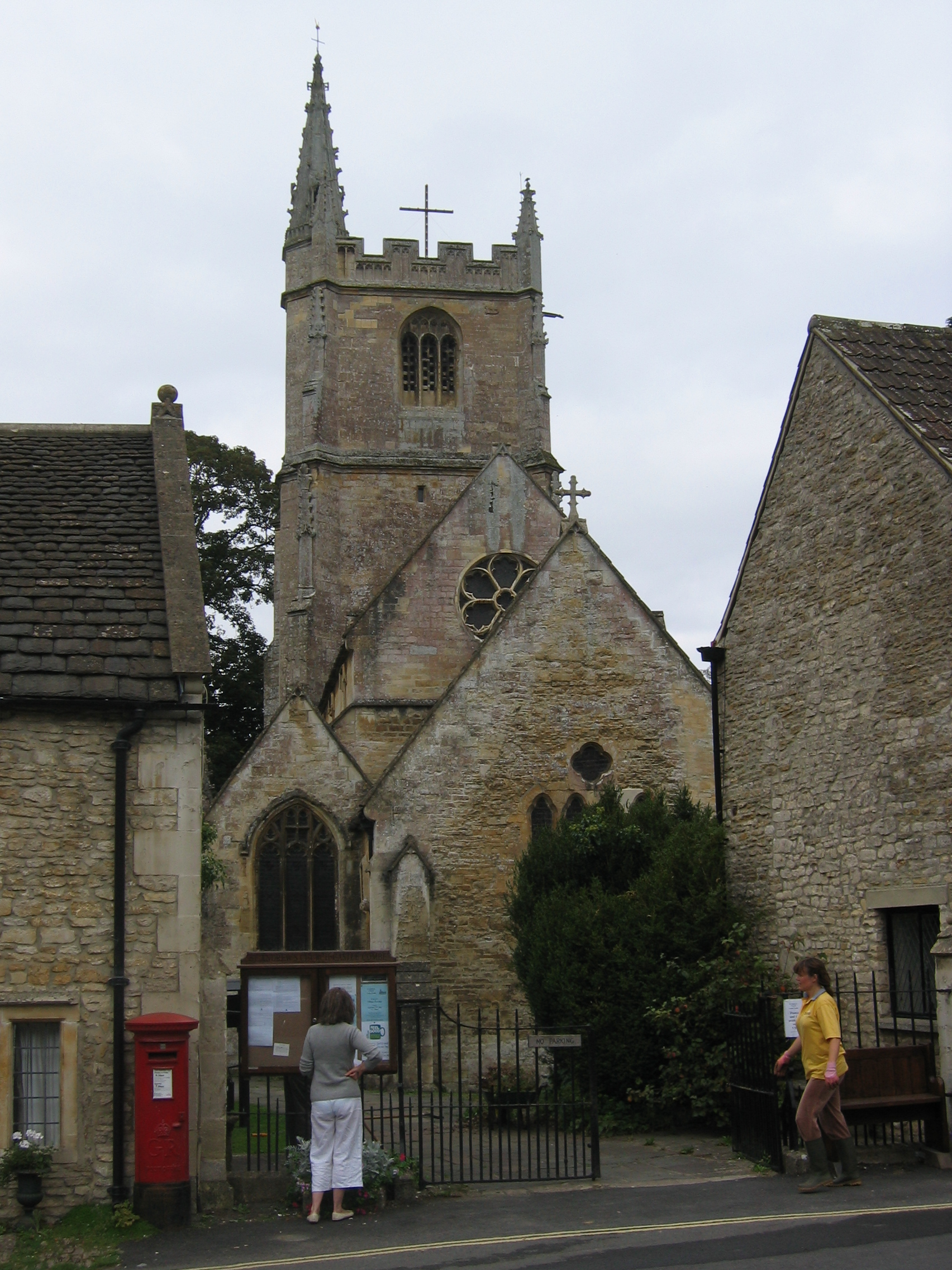
Castle Combe: la Chiesa di Sant'Andrea (XIII-XIV secolo)
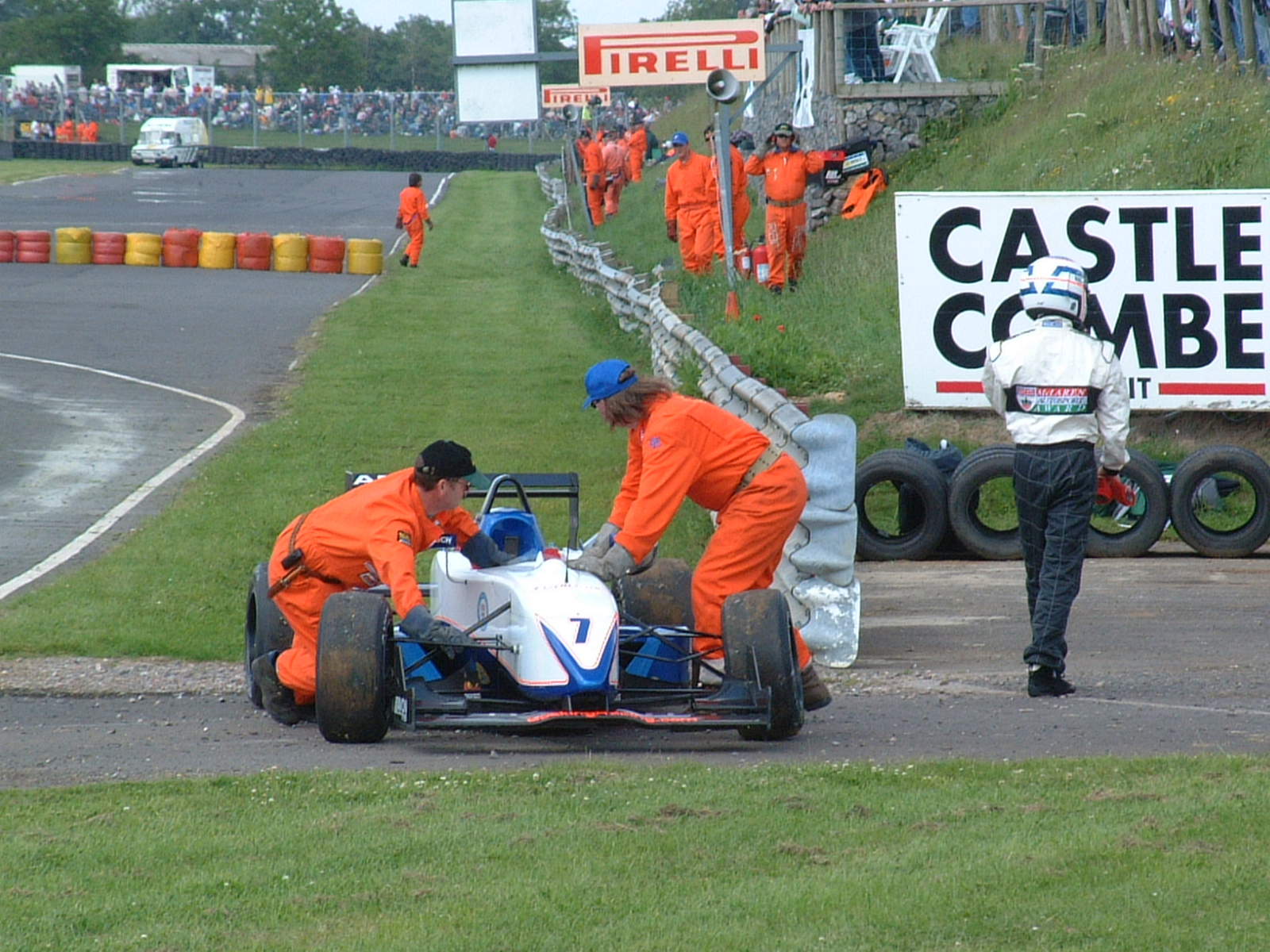
Castle Combe: una corsa nel circuito automobilistico